# Rhodera hypogea
Rhodera hypogea là một loài nhện trong họ Dysderidae. Chúng được Christa Deeleman-Reinhold miêu tả năm 1989, và chỉ được tìm thấy ở Crete.